# Ai (Familienname)
Ai  ist ein chinesischer Familienname. Die Transkription steht u. a. für folgende chinesischen Schriftzeichen:
- 愛 / 爱

- 艾

## Namensträger (艾)
- Ai Qing (艾青,  Ài Qīng,  Ai Ch'ing) (1910–1996); Pseudonym/Künstlername(?) des chinesischen Dichters und Malers Jiang Haicheng, Mitbegründer(?) der „Neuen Lyrik“ (Xin Shi), Vater von Ai Weiwei
- Ai Kun (* 1983), chinesischer Fußballschiedsrichter
- Ai Siqi (1910–1966), chinesischer Revolutionär und marxistischer Theoretiker
- Ai Weiwei (艾未未,  Ài Wèiwèi) (* 1957); chinesischer Konzeptkünstler, Bildhauer und Kurator, Sohn von Ai Qing, Halbbruder des Malers Ai Xuan
- Ai Wu (1904–1992), chinesischer Schriftsteller
- Ai Xia (艾霞,  Ài Xiá) (1912–1934); chinesische Schauspielerin
- Ai Xuan (艾軒 / 艾轩,  Ài Xuān) (* 1947); chinesischer Maler, Halbbruder von Ai Weiwei

## Japanischer Familienname (阿井)
- Ai Mitsu (1907–1946), japanischer Maler
- Keiko Ai (阿井 景子,  Ai Keiko) (* 1932), japanische Schriftstellerin
- Tatsuya Ai (* 1968), japanischer Fußballspieler

## Übersetzungen Ausländischer Namen
- Ai Hsiang-te (艾香德, ài xiāng dé): Karl Ludvig Reichelt